# Nassella juncea
Nassella juncea är en gräsart som beskrevs av Rodolfo Amando Philippi. Nassella juncea ingår i släktet nassellor, och familjen gräs. Inga underarter finns listade i Catalogue of Life.